# Torneo de Seúl 2024
El Korea Open 2024 fue un torneo de tenis profesional jugado en canchas duras bajo techo. Se trató de la 20ª edición del torneo, perteneció a la WTA Tour 2024 (pasó de ser WTA 250 en años anteriores) en la categoría WTA 500. Se llevó a cabo en Seúl, Corea del Sur, entre el 16 de septiembre al 22 de septiembre.

## Distribución de puntos
| Modalidad           | Campeona | Finalista | Semifinales | Cuartos de final | 2ª ronda | 1ª ronda | Clasificadas | 2ª ronda de clasificación | 1ª ronda de clasificación |
| Individual femenino | 500      | 325       | 195         | 108              | 60       | 1        | 25           | 13                        | 1                         |
| Dobles femenino     | 500      | 325       | 195         | 108              | -        | 1        | -            | -                         | -                         |

## Cabezas de serie

### Individuales femenino
| Tenista               | Ranking | Preclasificada |
| Daria Kasatkina       | 13      | 1              |
| Liudmila Samsonova    | 15      | 2              |
| Beatriz Haddad Maia   | 16      | 3              |
| Diana Shnaider        | 17      | 4              |
| Marta Kostyuk         | 18      | 5              |
| Yulia Putintseva      | 29      | 6              |
| Ekaterina Alexandrova | 31      | 7              |
| Yuan Yue              | 38      | 8              |

- Ranking del 9 de septiembre de 2024.

### Dobles femenino
| Tenista                              | Ranking | Preclasificada |
| Chan Hao-ching Veronika Kudermetova  | 45      | 1              |
| Giuliana Olmos Alexandra Panova      | 67      | 2              |
| Miyu Kato Zhang Shuai                | 74      | 3              |
| Bethanie Mattek-Sands Heather Watson | 79      | 4              |

## Campeonas

### Individual femenino
Beatriz Haddad Maia venció a  Daria Kasatkina por 1-6, 6-4, 6-1

### Dobles femenino
Nicole Melichar /  Liudmila Samsonova vencieron a  Miyu Kato /  Zhang Shuai por 6-1, 6-0